# World Poker Tour seizoen 8
Een overzicht van de evenementen uit het achtste seizoen van de World Poker Tour (WPT) en resultaten van de hoofdtoernooien daarvan. De winnaars hiervan schrijven naast het prijzengeld een officiële WPT-titel op hun naam:

### WPT Venice
- Casino: Casino Di Venezia, Venetië
- Buy-in: $5.302,- + $530,-
- Datum: 6 mei t/m 10 mei 2009
- Aantal deelnemers: 397
- Totaal prijzengeld: $2.035.237,-
- Aantal uitbetalingen: 45

| Positie | Naam                | Prijs      |
| ------- | ------------------- | ---------- |
| 1ste    | Sven-Ragnar Arstrom | $532.388,- |
| 2de     | Martin Jacobson     | $319.518,- |
| 3de     | Vincent Pasdeloup   | $213.699,- |
| 4de     | Michael McDonald    | $146.542,- |
| 5de     | Michele Slama-Saad  | $116.013,- |
| 6de     | Mario Adinolfi      | $89.552,-  |

### WPT Spanish Championship
- Casino: Casino Barcelona, Barcelona
- Buy-in: $6.988,- + $419,-
- Datum: 26 juni t/m 30 juni 2009
- Aantal deelnemers: 160
- Totaal prijzengeld: $1.121.815,-
- Aantal uitbetalingen: 9

| Positie | Naam                  | Prijs      |
| ------- | --------------------- | ---------- |
| 1ste    | Randal Flowers        | $388.453,- |
| 2de     | Per Sjogren           | $200.515,- |
| 3de     | Dan Bitsch            | $117.785,- |
| 4de     | Roland van Morckhoven | $86.937,-  |
| 5de     | Josef Samanek         | $70.671,-  |
| 6de     | Martin Wendt          | $58.894,-  |

### Bellagio Cup V
- Casino: Bellagio, Las Vegas
- Buy-in: $15.000,- + $400,-
- Datum: 13 juli t/m 19 juli 2009
- Aantal deelnemers: 268
- Totaal prijzengeld: $3.899.400,-
- Aantal uitbetalingen: 27

| Positie | Naam                 | Prijs        |
| ------- | -------------------- | ------------ |
| 1ste    | Alexandre Gomes      | $1.187.670,- |
| 2de     | Faraz Jaka           | $774.780,-   |
| 3de     | Justin Smith         | $464.870,-   |
| 4de     | Alec Torelli         | $271.165,-   |
| 5de     | Christoffer Sonesson | $203.385,-   |
| 6de     | Erik Seidel          | $164.640,-   |

### Legends of Poker
- Casino: The Bicycle Casino, Bell Gardens
- Buy-in: $9.800,- + $200,-
- Datum: 22 augustus t/m 26 augustus 2009
- Aantal deelnemers: 279
- Totaal prijzengeld: $2.625.000,-
- Aantal uitbetalingen: 27

| Positie | Naam             | Prijs        |
| ------- | ---------------- | ------------ |
| 1ste    | Prahlad Friedman | $1.009.000,- |
| 2de     | Kevin Schaffel   | $471.670,-   |
| 3de     | Todd Terry       | $231.300,-   |
| 4de     | Toto Leonidas    | $144.600,-   |
| 5de     | Sam Stein        | $116.225,-   |
| 6de     | Mike Krescanko   | $89.220,-    |

### WPT Slovakia
- Casino: Golden Vegas, Bratislava
- Buy-in: €4.000,- + €400,-
- Datum: 31 augustus t/m 4 september 2009
- Aantal deelnemers: 100
- Totaal prijzengeld: €542.572,-
- Aantal uitbetalingen: 18

| Positie | Naam         | Prijs      |
| ------- | ------------ | ---------- |
| 1ste    | Richard Toth | €104.000,- |
| 2de     | Boris Zeleny | €66.000,-  |
| 3de     | Sasa Standé  | €42.000,-  |
| 4de     | Alec Torelli | €31.000,-  |
| 5de     | Peter Traply | €25.000,-  |
| 6de     | Marek Tatar  | €20.000,-  |

### WPT Merit Cyprus Classic
- Casino: Merit Crystal Cove Hotel and Casino, Cyprus
- Buy-in: $10.000,- + $300,-
- Datum: 6 september t/m 12 september 2009
- Aantal deelnemers: 181
- Totaal prijzengeld: $1.810.000,-
- Aantal uitbetalingen: 18

| Positie | Naam             | Prijs      |
| ------- | ---------------- | ---------- |
| 1ste    | Thomas Bichon    | $579.165,- |
| 2de     | Uri Keider       | $380.645,- |
| 3de     | Steven Fung      | $216.275,- |
| 4de     | Rep Porter       | $121.115,- |
| 5de     | Janar Kiivramees | $90.835,-  |
| 6de     | Rony Jazzar      | $73.535,-  |

### Borgata Poker Open
- Casino: Borgata, Atlantic City
- Buy-in: $3.300,- + $200,-
- Datum: 19 september t/m 24 september 2009
- Aantal deelnemers: 1.018
- Totaal prijzengeld: $3.359.400,-
- Aantal uitbetalingen: 100

| Positie | Naam            | Prijs      |
| ------- | --------------- | ---------- |
| 1ste    | Olivier Busquet | $925.514,- |
| 2de     | Jeremy Brown    | $453.519,- |
| 3de     | Ivan Mamuzic    | $251.955,- |
| 4de     | Yanick Brodeur  | $216.681,- |
| 5de     | Keith Crowder   | $188.126,- |
| 6de     | Kenny Nguyen    | $156.212,- |

### WPT Marrakech
- Casino: Casino De Marrakech, Marrakesh
- Buy-in: €4.500,-
- Datum: 12 oktober t/m 19 oktober 2009
- Aantal deelnemers:  416
- Totaal prijzengeld: €1.812.000,-
- Aantal uitbetalingen: 54

| Positie | Naam              | Prijs      |
| ------- | ----------------- | ---------- |
| 1ste    | Christophe Savary | €377.262,- |
| 2de     | Eoghan O'Dea      | €262.446,- |
| 3de     | Ludovic Lacay     | €164.182,- |
| 4de     | Julien Arneodo    | €105.077,- |
| 5de     | Adrian Marin      | €72.240,-  |
| 6de     | Benny Spindler    | €55.828,-  |

### Festa al Lago
- Casino: Bellagio, Las Vegas
- Buy-in: $15.000,- + $400,-
- Datum: 20 oktober t/m 26 oktober 2009
- Aantal deelnemers: 275
- Totaal prijzengeld: $4.001.250,-
- Aantal uitbetalingen: 27

| Positie | Naam           | Prijs        |
| ------- | -------------- | ------------ |
| 1ste    | Tommy Vedes    | $1.218.225,- |
| 2de     | Jason Lavallee | $795.150,-   |
| 3de     | Craig Crivello | $477.090,-   |
| 4de     | Freddy Deeb    | $278.300,-   |
| 5de     | Jason Burt     | $208.725,-   |
| 6de     | Shawn Cunix    | $168.970,-   |

### World Poker Finals
- Casino: Foxwoods Resort Casino, Mashantucket (Connecticut)
- Buy-in: $9.700,- + $300,-
- Datum: 5 november t/m 10 november 2009
- Aantal deelnemers: 353
- Totaal prijzengeld: $3.424.100,-
- Aantal uitbetalingen: 36

| Positie | Naam                 | Prijs      |
| ------- | -------------------- | ---------- |
| 1ste    | Cornel Andrew Cimpan | $910.058,- |
| 2de     | Soheil Shamseddin    | $463.332,- |
| 3de     | Matt Stout           | $265.710,- |
| 4de     | Eric Froehlich       | $232.496,- |
| 5de     | Curt Kohlberg        | $199.283,- |
| 6de     | Lee Markholt         | $166.069,- |

### Doyle Brunson Five Diamond World Poker Classic
- Casino: Bellagio, Las Vegas
- Buy-in: $15.000,- + $400,-
- Datum: 13 december t/m 19 december 2009
- Aantal deelnemers: 329
- Totaal prijzengeld: $4.761.450,-
- Aantal uitbetalingen: 27

| Positie | Naam           | Prijs        |
| ------- | -------------- | ------------ |
| 1ste    | Daniel Alaei   | $1.428.430,- |
| 2de     | Josh Arieh     | $952.290,-   |
| 3de     | Faraz Jaka     | $571.374,-   |
| 4de     | Shawn Buchanan | $333.302,-   |
| 5de     | Scotty Nguyen  | $249.976,-   |
| 6de     | Steve O'Dwyer  | $202.362,-   |

### Southern Poker Championship
- Casino: Beau Rivage, Biloxi
- Buy-in: $9.700,- + $300,-
- Datum: 24 januari t/m 27 januari 2010
- Aantal deelnemers: 208
- Totaal prijzengeld: $1.930.000,-
- Aantal uitbetalingen: 18

| Positie | Naam                | Prijs      |
| ------- | ------------------- | ---------- |
| 1ste    | Hoyt Corkins        | $739.486,- |
| 2de     | Jonathan Kantor     | $366.643,- |
| 3de     | Jerry Van Strydonck | $196.829,- |
| 4de     | Jared Jaffee        | $135.079,- |
| 5de     | James Reed          | $106.134,- |
| 6de     | Tyler Smith         | $86.837,-  |

### L.A. Poker Classic
- Casino: Commerce Casino, Commerce
- Buy-in: $9.600,- + $400,-
- Datum: 26 februari t/m 4 maart 2010
- Aantal deelnemers: 745
- Totaal prijzengeld: $7.152.000,-,
- Aantal uitbetalingen: 72

| Positie | Naam               | Prijs        |
| ------- | ------------------ | ------------ |
| 1ste    | Andras Koroknai    | $1.788.001,- |
| 2de     | Raymond Dolan      | $1.002.710,- |
| 3de     | Tri Huynh          | $665.136,-   |
| 4de     | Gevork Kasabyan    | $450.576,-   |
| 5de     | Jean-Claude Moussa | $321.840,-   |
| 6de     | Michael Kamran     | $246.744,-   |

### Bay 101 Shooting Star
- Casino: Bay 101, San Jose
- Buy-in: $9.600,- + $400,-
- Datum: 8 maart t/m 12 maart 2010
- Aantal deelnemers: 333
- Totaal prijzengeld: $3.163.500,-
- Aantal uitbetalingen: 36

| Positie | Naam          | Prijs      |
| ------- | ------------- | ---------- |
| 1ste    | McLean Karr   | $878.500,- |
| 2de     | Andy Seth     | $521.500,- |
| 3de     | Dan O'Brien   | $292.800,- |
| 4de     | Hasan Habib   | $234.300,- |
| 5de     | Matt Keikoan  | $175.700,- |
| 6de     | Phil Hellmuth | $117.000,- |

### Hollywood Poker Open
- Casino: Hollywood Casino, Lawrenceburg
- Buy-in: $9.600,- + $400,-
- Datum: 20 maart t/m 24 maart 2010
- Aantal deelnemers: 144
- Totaal prijzengeld: $1.331.616,-
- Aantal uitbetalingen: 12

| Positie | Naam             | Prijs      |
| ------- | ---------------- | ---------- |
| 1ste    | Carlos Mortensen | $391.212,- |
| 2de     | Mike Mustafa     | $222.040,- |
| 3de     | Frank Calo       | $166.530,- |
| 4de     | Chris Bell       | $124.081,- |
| 5de     | Ravi Raghavan    | $104.489,- |
| 6de     | Jerry Payne      | $88.163,-  |

### WPT Bucharest
- Casino: Regent Casino, Boekarest
- Buy-in: € 3.000,- + € 300,-
- Datum: 27 maart t/m 2 april 2010
- Aantal deelnemers: 161
- Totaal prijzengeld: €449.450,-
- Aantal uitbetalingen: 18

| Positie | Naam               | Prijs      |
| ------- | ------------------ | ---------- |
| 1ste    | Guillaume Darcourt | €144.530,- |
| 2de     | Simon Münz         | €93.400,-  |
| 3de     | Joseph Ebanks      | €59.750,-  |
| 4de     | Jose Guardia       | €36.600,-  |
| 5de     | Abdula Atila       | €30.550,-  |
| 6de     | Eva Iosif          | €23.150,-  |

### WPT Championship
- Casino: Bellagio, Las Vegas
- Buy-in: $25.000,- + $500,-
- Datum: 17 april t/m 24 april 2010
- Aantal deelnemers: 195
- Totaal prijzengeld: $4.728.750,-
- Aantal uitbetalingen: 18

| Positie | Naam            | Prijs        |
| ------- | --------------- | ------------ |
| 1ste    | David Williams  | $1.530.537,- |
| 2de     | Eric Baldwin    | $1.034.715,- |
| 3de     | Shawn Buchanan  | $587.906,-   |
| 4de     | David Benyamine | $329.228,-   |
| 5de     | Billy Baxter    | $246.921,-   |
| 6de     | John O'Shea     | $199.888,-   |

WPT seizoen 1 · WPT seizoen 2 · WPT seizoen 3 · WPT seizoen 4 · WPT seizoen 5 · WPT seizoen 6 · WPT seizoen 7 · WPT seizoen 8 · WPT seizoen 9 · WPT seizoen 10 · WPT seizoen 11 · WPT seizoen 12 · WPT seizoen 13 · WPT seizoen 14 · WPT seizoen 15 · WPT seizoen 16 · WPT seizoen 17 · WPT seizoen 18 · WPT seizoen 19